# Jensen FF
El Jensen FF es un automóvil gran turismo producido por el fabricante inglés Jensen Motors entre los años 1966 y 1971. Fue el primer automóvil de producción no todoterreno que incorpora motor delantero longitudinal y tracción a las cuatro ruedas, varios años antes del Audi Quattro. También fue el primero en equipar un sistema de frenos antibloqueo.
Las siglas FF quieren decir «Ferguson Formula», debido a que fue Ferguson Research Ltd. la empresa inventora del sistema de tracción a las cuatro ruedas que equiparía el Jensen FF.
Exteriormente se relaciona con el Jensen Interceptor, pero el FF es 127 mm más largo y mecánicamente muy diferente.
El FF estaba equipado con un motor V8 Chrysler de 383 pulgadas cúbicas (6276 cc) con 329.5 PS (325 bhp) (242.4 kW)  y su caja de cambios era una Torqueflite A-727 automática de 3 velocidades. Sólo se fabricaron 320 unidades del Jensen FF en total.  